# Live from Mars
Live from Mars é um álbum ao vivo do concerto realizado por Ben Harper & the Innocent Criminals, foi gravado durante sua turnê em 2000. Foi lançado no ano de 2001.

## Faixas

### Disco 1
1. "Glory & Consequence"
2. "Excuse Me Mr." (Ben Harper, J.P. Plunier)
3. "Alone"
4. "Sexual Healing" (Marvin Gaye, Odell Brown, David Ritz)
5. "Woman in You"
6. "Ground on Down"
7. "Steal My Kisses"
8. "Burn One Down"
9. "Mama's Got a Girlfriend"
10. "Welcome to the Cruel World"
11. "Forgiven"
12. "Faded/Whole Lotta Love" (Ben Harper/Jimmy Page, Robert Plant, John Bonham, John Paul Jones, Willie Dixon)

### Disco 2
1. "Waiting on an Angel"
2. "Roses from My Friends"
3. "Power of the Gospel"
4. "Pleasure and Pain"
5. "Please Bleed"
6. "The Drugs Don't Work" (Richard Ashcroft)
7. "In the Lord's Arms"
8. "Not Fire, Not Ice"
9. "Beloved One"
10. "Number Three"
11. "Walk Away"
12. "Another Lonely Day"
13. "Like a King/I'll Rise" (Ben Harper/Maya Angelou, Ben Harper)